# Gong Jinjie
Dans ce nom, le nom de famille, Gong, précède le nom personnel.
Gong Jinjie (chinois : 宫金杰 ; pinyin : Gōng Jīnjié), née le 12 novembre 1986, est une coureuse cycliste chinoise. Spécialiste des épreuves de vitesse sur piste, elle est championne olympique (en 2016) et championne du monde de vitesse par équipes (2015).

## Biographie
Gong Jinjie est l'une des meilleurs cyclistes sur piste de son pays entre le milieu des années 2000 et le milieu des années 2010. Elle obtient son premier podium international en 2006, quand elle prend la deuxième place du tournoi de vitesse derrière sa compatriote Guo Shuang aux Jeux asiatiques à Doha. Aux mondiaux sur piste 2008, elle est aux côtés de Lulu Zheng vice-championne du monde de vitesse par équipes. Elle répète ce résultat en 2010 avec Lin Junhong. En outre, elle obtient de nombreux podiums lors des épreuves de la Coupe du monde, notamment en keirin et en contre-la-montre sur 500 mètres.
Aux Jeux olympiques de Londres en 2012, Gong et Guo remportent la médaille d'argent en vitesse par équipes. Initialement, elles remportent la finale face à l'Allemagne en battant plusieurs fois le record du monde lors des tours qualificatifs. Mais, elles sont déclassées à la deuxième place pour passage de relais irrégulier,. Leur entraîneur, le Français Daniel Morelon soutient que la paire a été "dépouillée" de la médaille d'or et considère la perte du titre olympique comme une "injustice". Il s'est plaint que les juges ont refusé de fournir une "séquence vidéo de la course au ralenti" et n'ont fourni qu'une "explication vague" de l'infraction qu'elles auraient commise.
En 2015, elle décroche son premier titre mondial lors de la vitesse par équipes. Associée à Zhong Tianshi, elle devance en finale la Russie et bat le record du monde en 32,034 secondes du sprint par équipes sur 500 mètres. Néanmoins, ce record n'est pas homologué en tant que nouveau record du monde, car la piste du vélodrome ne faisait pas les 250 mètres nécessaires.
L'année suivante, les deux chinoises parviennent une nouvelle fois en finale des mondiaux, où elles réalisent le meilleur temps avant de se faire disqualifier en finale pour un mauvais relais, provoquant la colère de leur coach français Benoît Vêtu. Le duo remporte le titre de championne d'Asie de vitesse par équipes et se présente en favoris aux Jeux olympiques de Rio. Associée à Zhong Tianshi, la paire établie un nouveau record du monde en 31,928 secondes lors des  qualifications de la vitesse par équipes. Le duo remporte le titre  en battant l’équipe russe en finale ce qui permet à Gong Jinjie de prendre sa revanche sur les Jeux 2012. C'est également la première médaille d'or en cyclisme pour la Chine aux Jeux olympiques. Jinjie termine 16e de la vitesse individuelle et  17e du keirin, puis arrête sa carrière de cycliste.

## Palmarès

### Jeux olympiques
- Londres 2012
  -  Médaillée d'argent de vitesse par équipes (avec Guo Shuang)
- Rio 2016
  -  Championne olympique de vitesse par équipes
  - 16e de la vitesse individuelle
  - 17e du keirin

### Championnats du monde
- Manchester 2008
  -  Médaillée d'argent de la vitesse par équipes (avec Lulu Zheng)
- Pruszkow 2009
  - 7e de la vitesse par équipes
  - 13e du 500 m
- Ballerup 2010
  -  Médaillée d'argent de la vitesse par équipes (avec Lin Junhong)
- Apeldoorn 2011
  -  Médaillée de bronze de la vitesse par équipes (avec Guo Shuang)
- Melbourne 2012
  -  Médaillée d'argent de la vitesse par équipes (avec Guo Shuang)
  - 10e du 500 mètres
- Minsk 2013
  -  Médaillée d'argent de la vitesse par équipes (avec Guo Shuang)
  -  Médaillée d'argent du keirin
  - 5e de la vitesse individuelle
- Saint-Quentin-en-Yvelines 2015
  -  Championne du monde de vitesse par équipes (avec Zhong Tianshi)
- Londres 2016
  -  Médaillée d'argent de la vitesse par équipes
  - 16e de la vitesse individuelle[9]

### Coupe du monde
- 2007-2008 
  - 1re 500 mètres à Copenhague
  - 2e du keirin à Los Angeles
- 2008-2009 
  - Classement général du 500 mètres
  - 2e du 500 mètres à Manchester
  - 2e du 500 mètres à Melbourne
  - 2e du 500 mètres à Pékin
  - 3e du keirin à Manchester
  - 3e de la vitesse par équipes à Pékin
- 2009-2010 
  - 1re de la vitesse par équipes à Melbourne (avec Lin Junhong)
  - 1re de la vitesse par équipes à Pékin (avec Lin Junhong)
  - 2e du 500 mètres à Pékin
- 2010-2011
  - 1re de la vitesse par équipes à Melbourne (avec Guo Shuang)
  - 1re de la vitesse par équipes à Pékin (avec Lin Junhong)
  - 2e de la vitesse par équipes à Manchester
- 2011-2012
  - 3e de la vitesse par équipes à Londres
- 2012-2013
  - 1re de la vitesse individuelle à Aguascalientes
  - 2e du keirin à Aguascalientes
- 2014-2015
  - 1re de la vitesse par équipes à Londres (avec Zhong Tianshi)
- 2015-2016
  - 1re de la vitesse par équipes à Cali (avec Zhong Tianshi)
  - 1re de la vitesse par équipes à Cambridge (avec Zhong Tianshi)

### Championnats d'Asie
- Ludhiana 2005
  -  Championne d'Asie de vitesse par équipes
- Kuala Lumpur 2006
  -  Championne d'Asie de vitesse
  -  Championne d'Asie du 500 mètres
  -  Championne d'Asie de vitesse par équipes
- Nara 2008
  -  Championne d'Asie du 500 mètres
  -  Championne d'Asie de vitesse par équipes
  -  Médaillé d'argent de la vitesse
- Tenggarong 2009
  -  Championne d'Asie du 500 mètres
  -  Championne d'Asie de vitesse par équipes
  -  Médaillé d'argent de la vitesse
- Charjah 2010
  -  Championne d'Asie de vitesse par équipes (avec Junhong Lin)
  -  Médaillé d'argent de la vitesse
- Nakhon Ratchasima 2011
  -  Championne d'Asie de vitesse par équipes (avec Junhong Lin)
  -  Médaillée de bronze du keirin
- Izu 2016
  -  Championne d'Asie de vitesse par équipes (avec Zhong Tianshi)

### Jeux Asiatiques
- Doha 2006 
  -  Médaillée d'argent de la vitesse
- Incheon 2014
  -  Médaillée d'or de la vitesse par équipes (avec Zhong Tianshi)

### Autres
- 2011
  -  Médaillée d'or du 500 mètres à l'Universiade d'été